# شهروند ستاره
شهروند ستاره (به انگلیسی: Star Citizen) یک بازی ویدئویی برخط چندنفره گسترده سطح AAA در ژانر شبیه‌سازی پرواز فضایی است که تنها برای مایکروسافت ویندوز منتشر خواهد شد. توسعه‌دهندگان این بازی، دلیل عدم انتشار آن برای کنسول‌های بازی را احتمالاً عجز و ناتوانی تمام کنسول‌های بازی موجود در پردازش این بازی عنوان کرده‌اند، آن‌ها همچنین رایانه‌های مکینتاش (دارای سیستم‌عامل مک‌اواس) را نامناسب و بد توصیف کردند.
بودجه این بازی به شیوه سرمایه‌گذاری جمعی تأمین شد و تا مارس ۲۰۱۷ توانست ۱۴۴ میلیون دلار آمریکا جمع‌آوری کند.
در مارس ۲۰۱۷، توسعه‌دهندگان بازی اعلام کردند استفاده از اِی‌پی‌آی انحصاری شرکت مایکروسافت به نام دیرکت‌اکس را کنار خواهند گذاشت و تنها از ولکان استفاده خواهند کرد.